# Копержинский, Константин Александрович
Константи́н Алекса́ндрович Копержинский (укр. Костянтин Олександрович Копержинський; 23 октября (4 ноября) 1894, с. Глебов Подольской губернии Российской империи — 18 марта 1953, Ленинград) — украинский советский литературовед-славист, историк, этнограф, фольклорист, педагог.

## Биография
К. А. Копержинский родился 4 ноября 1894 года в Подольской губернии в семье учителя древних языков, впоследствии священника. Старший брат — Яков Александрович Копержинский (1888—1968), инженер-кораблестроитель, главный конструктор судов.
После окончания Каменец-Подольской гимназии обучался на славяно-русском (словесном) отделении историко-филологического факультета Петроградского университета (1913—1918).
В 1922—1923 годах преподавал в Каменец-Подольском институте народного образования, а в 1923—1925 годах — в Петроградском университете.
В 1925−1929 годах был профессором Одесского института народного образования, преподавал историю русской и украинской литератур.
С 1929 года жил в Киеве. и работал в Комиссии древней украинской письменности. До 1930 года был членом Научно-исследовательской кафедры истории Украины при Всеукраинской Академии Наук (ВУАН), а в 1931—1933 годах — научным сотрудником кафедры этнографии при ВУАН, научным сотрудником Киевского филиала Института литературы имени Тараса Шевченко.
В 1933 году был подвергнут административной высылке в Коми АССР до лета 1936 года.
В 1937—1945 годах преподавал историю русской литературы в Иркутском педагогическом институте и в Иркутском государственном университете, в котором в 1944—1945 годах заведовал кафедрой славяноведения.
В 1940 году был утвержден в ученом звании профессора.
С 1945 года был профессором кафедры славянской филологии Ленинградского государственного университета.
Умер 18 марта 1953 года в Ленинграде. Реабилитирован посмертно.

## Научная деятельность
Область научных интересов — славистика. Разрабатывал тему славянских земледельческих обрядов на примере антинемецких мотивов в чешских национальных торжествах.
Исследовал историю украинского театра XVIII—XIX веков, историю древней (Василий Суражский) и новой (П. Гулак-Артемовский, М. Драгоманов) украинской литературы.
Изучал русско-сербские и русско-болгарские политические и культурные связи, проблемы южнославянской литературы.
Автор около 100 работ в области фольклора, этнографии, языкознания, межславянских литературных взаимоотношений.

### Основные работы
- Питання про наукову постановку справи вивчення побуту/ К. О. Копержинський.// Червоний шлях. — 1925. — № 5. — С. 103—111
- Бібліографічні уваги до історії української книги 80 — 90-х років ХІХ століття в Одесі/К. О. Копержинський.// Праці Одеської Центральної наукової бібліотеки. — 1927. — Т. 1. — С. 164—171.
- Українське наукове літературознавство за останнє десятиліття. 1917 −1927/К. О. Копержинський. — К.: ВУАН, 1929. — 34 с.
- Ранние повести М. Е. Салтыкова /К. А. Копержинский.//Учене записки Иркутского государственного педагогического института. — 1940. — Вып. 5: История, литература, языкознание, психология, география, библиография. — С. 86 — 122.
- Обжинки. Обряди збору врожаю у словянських народів новоi доби розвитку. — Одесса, 1924.
- Бібліографічні уваги до історії української книги в Одесі 80-90 pp. XIX ст.(В Працях Од. центр. наук. бібл., 1926?),
- Український письменник XVI століття Василь Суразький («Наук. Збірник», Т. XXI, 1926)
- Лекціи словенскіе Златоустого отъ бесђдь євангелскыхъ отъ иерея Наливайка выбраніе (Сб. на честь акад. Соболевского, 1928),
- До історії цензури й тексту творів Мих. Коцюбинського: «П’ятизлотник» і «На віру» (За сто літ, кн. ІІ, 1928),
- З історії театру на Чернігівщині («Чернігів і північне Лівобережжя», 1927),
- Музичне житгя па Чернігівщині в другій половині XVIII та на початку XIX ст. (Наук. з6. на р. 1927, Т. XXVI) й ін.
- Чешские антинемецкие национальные торжества, приуроченные к сбору урожая: Конец XVIII — первая половина XIX в. // Учен. зап. Иркут. пед. ин-та. — 1944. — Вып. 8.
- Сербские деятели 60- 70-х гг. и передовая русская литература // Научный бюллетень ЛГУ. — 1946, № 11.
- Журнально-публицистическая деятельность Любена Каравелова в России / Уч. зап. Ин-та славяноведения. — 1956. — Т. 12.